# Margattea anceps
Margattea anceps es una especie de cucaracha del género Margattea, familia Ectobiidae. Fue descrita científicamente por Krauss en 1902.
Habita en Malasia e Indonesia.